# 고금국민학교 봉명분교
고금국민학교 봉명분교는 대한민국 전라남도 완도군 고금면 봉명리 228에 있었던 국민학교 분교이다.

## 연혁
- 일자미상 고금국민학교 봉명분교 설립 인가
- 1967년 11월 3일 봉명분교장 개교, 도서벽지학교 '병'금 지정
- 1986년 1월 1일 도서벽지학교 '다'급 조정
- 1994년 9월 1일 폐교 및 고금국민학교 통폐합